# آدمیر آلکانترا
آدمیر آلکانترا (انگلیسی: Ademir Alcântara؛ زادهٔ ۱۷ دسامبر ۱۹۶۲) بازیکن فوتبال اهل برزیل است.
از باشگاه‌هایی که در آن بازی کرده‌است می‌توان به باشگاه ورزشی اینترناسیونال، باشگاه فوتبال کوریتیبا، باشگاه فوتبال ویتوریا گیماریش، باشگاه فوتبال بنفیکا، باشگاه فوتبال بوآویشتا، و باشگاه ورزشی ماریتیمو اشاره کرد.